# ナンシー・レブソン
ナンシー・レブソン（英: Nancy Gail Leveson、1944年 - ）は、アメリカ合衆国の航空宇宙学者、マサチューセッツ工科大学 (MIT) 教授。安全工学の専門家でもある。

## 人物
カリフォルニア大学アーバイン校とワシントン大学 (ワシントン州)で教員として勤務した後、UCLAで数学・コンピュータ科学・管理学の学位を取得した。放射線治療装置「セラック25」の異常動作回避、航空機の空中衝突防止装置（TCAS）など、マンマシンインターフェースの安全性向上に関する研究を行った。
ジャーナル  en:IEEE Transactions on Software Engineering の編集者でもある。彼女は、 ACM、IEEE  Computer Society、System Safety Society、およびアメリカ航空宇宙学会(AIAA)の会員資格を持つ。
レブソンは、MITの航空学および宇宙工学の教授であり、工学システムの教授でもある。 レブソン教授は、システムの安全性、ソフトウェアの安全性、ソフトウェアとシステムエンジニアリング、および人間とコンピューターの相互作用のトピックに関する研究を行っている。
1999年に、彼女は卓越したコンピューターサイエンス研究でACM Allen Newell Awardを受賞し、1995年に「ソフトウェアの安全性の分野を開発し、生命と財産が危機に瀕する責任あるソフトウェアとシステムエンジニアリングの実践を促進した」ことでAIAA Information SystemsAwardを受賞した。彼女は、ソフトウェアの安全性への貢献により、2000年に全米技術アカデミー（NAE）のメンバーに選出された。
彼女は200件以上の研究論文を発表しており、1995年にAddison-Wesleyから出版された「Safeware：System Safety and Computers」と、2012年にMITPressから出版された「EngineeringaSaferWorld」の2冊の本を執筆する。彼女は事故を防ぐ方法について多くの業界で幅広く受け持っている。1999年アレン・ニューウェル賞、 2005年ACM Sigsoft Outstanding ResearchAwardを受賞した。

### STAMP/STPA
彼女は事故分析の方法論の
STAMP（システム理論的事故のモデリングとプロセス）
 および 
STPA（System Theoretic Process Analysis）

を開発した。
2020年に、彼女はSTAMPおよびその他のシステム安全および事故モデリング分析ツールの開発でIEEE環境・安全技術メダルを受賞した
。

## 著書
- Resilience Engineering: Concepts and Precepts. Erik Hollnagel, David D. Woods との共著、Ashgate Publishing, Ltd., 2007. ISBN 978-0-754-68136-6.
- Safeware: System Safety and Computers. en:Addison-Wesley, 1995. ISBN 0-201-11972-2. （邦訳：『セーフウェア: 安全・安心なシステムとソフトウェアを目指して』松原 友夫 (翻訳)；翔泳社 2009-10-01 ISBN 978-4798116846)
- Engineering a Safer World: Systems Thinking Applied to Safety. MIT Press, 2011. ISBN 978-0-262-01662-9. （邦訳：『システム理論による安全工学 : 想定外に気づくための思考法STAMP』 兼本 茂 監修, 兼本 茂 翻訳, 福島 祐子 監修, 福島 祐子 翻訳, 青木 善貴 翻訳, 石井 正悟 翻訳, 岡本 圭史 翻訳, 沖汐 大志 翻訳, 片平 真史 翻訳, 金子 朋子 翻訳, 日下部 茂 翻訳, 野本 秀樹 翻訳, 橋本 岳男 翻訳, 向山 輝 翻訳, 山口 晋一 翻訳, 吉岡 信和 翻訳, 余宮 尚志 翻訳；共立出版 2024-10-11 ISBN 978-4320072039） Open access pdf downloads of book chapters.